# Kótai Lajos (tanár, 1906–1996)
Kótai Lajos (Lábod, 1906. augusztus 23. – Lábod, 1996. május 20.) néptanító.

## Élete
Kótai József földműves és Vidák Julianna fiaként született, 4 fiúgyermek közül harmadikként jött a világra. Szülőhelyén végezte az emeli iskolát, majd Nagyatádon a polgárit, tanítóképzőbe Csurgón járt, 1926. július 26-án kapta meg oklevelét. Az endrőci községi iskolában 1926-tól volt tanító, majd 1941. október 1-jétől Lábodon mint kántortanító működött, 1947 decemberében pedig a megyés püspök kinevezte az iskola igazgatójává. 1948-ban feleségül vette Sipicki Anna tanítónőt, akitől három gyermeke született. Az államosítást követően igazgatta az egyesített katolikus és református iskolát, egyidejűleg tanfelügyelő is volt. Mivel 1950-ben nem mondott le kántori munkájáról, beosztásából felmentették, azonban továbbra is dolgozott mint pedagógus. Ugyanebben az évben szerezte meg számtanból a szaktanítói oklevelét, majd kémiából és fizikából, 1952-ben lett matematika-kémia szakos általános iskolai tanár. Az első általános iskolai végzettségű pedagógus volt a nagyatádi járásban. Vezette a matematikát oktató nevelők továbbképzését. Elvégzett egy kórusvezetői tanfolyamot, alapító tagja volt a Megyei Pedagógus Kórusnak is. Lábodon életre hívta a 40 tagú férfi kórust, melynek élén 10 évig állt. Kórusa bronzérmes lett a keszthelyi országos versenyen. Négy évig oktatott a Kaposvári Mezőgazdasági Technikum Lábodi Állami Gazdasághoz kihelyezett tagozatán. Ebben az időszakban több kórustaggal is elvégeztette a 7. és a 8. osztályt, s belőlük 25-en le is érettségiztek. Két ciklusban is megválasztották a Községi Tanács tagjává. 1964-ben elnyerte a Szocialista Kultúráért Érdemérmet, melyet a Művelődési Ház avatásakor vett át. 1967 szeptemberétől nyugállományba vonult, októberben megkeresték azzal a megbízással, hogy a Kultúrotthont vezesse. 3 éven keresztül volt tanár a kuntelepi és a lábodi iskolában. Nyugdíjazását követően még 13 évig munkálkodott. 1976-ban kapta meg aranyoklevelét, 1986-ban gyémántoklevelét, 1991-ben pedig vasoklevelét. Ő lett 1994-ben Lábod község első díszpolgára. Sírja a lábodi temetőben található.

## Emlékezete
Nevét viseli a lábodi Kótai Lajos Általános Iskola.